# سیارک ۲۷۱۳۲
سیارک ۲۷۱۳۲ (به انگلیسی: 27132 Jezek، نامگذاری:1998XJ9) بیست و هفت هزار و صد و سی و دومین سیارک کشف شده‌است که در ۱۱ دسامبر ۱۹۹۸ کشف شد.